# Sinan Bolat
Sinan Bolat (Kayseri, 3 settembre 1988) è un calciatore turco, portiere del Kasımpaşa, in prestito dal Westerlo.

## Carriera

### Club
Nato in Turchia e cresciuto in Belgio, possiede la doppia cittadinanza.
Il 9 dicembre 2009 ha segnato un gol di testa nella sfida di Champions contro l'AZ Alkmaar, gol che ha permesso allo Standard di approdare in Europa League.

### Nazionale
Ha disputato 11 incontri con la nazionale turca dal 2011 ad oggi. Riceve la prima convocazione il 5 settembre 2009, per la gara di qualificazione ai Mondiali 2010 vinta 4-2 contro l'Estonia. Dopo numerose panchine, ha esordito il 10 agosto 2011, nell'amichevole vinta per 3-0 contro l'Estonia.
Dopo alcune sporadiche apparizioni tra il 2011 e il 2013, il giocatore non vede più spazio tra i convocati, dove gli viene preferito il collega Volkan Babacan.
Dopo 5 anni, nel settembre 2018, torna in nazionale, giocando titolare nel primo turno di Nations League vinto 3-2 contro la Svezia. Successivamente si conferma portiere utilizzato nella maggior parte delle gare a seguire sia di Nations League che amichevoli, retrocedendo però con la sua nazionale in Lega C al termine del primo turno della Nations League 2018-2019.

## Statistiche

### Cronologia delle presenze in nazionale
| Cronologia completa delle presenze e delle reti in nazionale ― Turchia | Cronologia completa delle presenze e delle reti in nazionale ― Turchia | Cronologia completa delle presenze e delle reti in nazionale ― Turchia | Cronologia completa delle presenze e delle reti in nazionale ― Turchia | Cronologia completa delle presenze e delle reti in nazionale ― Turchia | Cronologia completa delle presenze e delle reti in nazionale ― Turchia | Cronologia completa delle presenze e delle reti in nazionale ― Turchia | Cronologia completa delle presenze e delle reti in nazionale ― Turchia |
| Data                                                                   | Città                                                                  | In casa                                                                | Risultato                                                              | Ospiti                                                                 | Competizione                                                           | Reti                                                                   | Note                                                                   |
| ---------------------------------------------------------------------- | ---------------------------------------------------------------------- | ---------------------------------------------------------------------- | ---------------------------------------------------------------------- | ---------------------------------------------------------------------- | ---------------------------------------------------------------------- | ---------------------------------------------------------------------- | ---------------------------------------------------------------------- |
| 10-8-2011                                                              | Istanbul                                                               | Turchia                                                                | 3 – 0                                                                  | Estonia                                                                | Amichevole                                                             | -                                                                      |                                                                        |
| 11-10-2011                                                             | Istanbul                                                               | Turchia                                                                | 1 – 0                                                                  | Azerbaigian                                                            | Qual. Euro 2012                                                        | -                                                                      |                                                                        |
| 15-11-2011                                                             | Zagabria                                                               | Croazia                                                                | 0 – 0                                                                  | Turchia                                                                | Qual. Euro 2012                                                        | -                                                                      |                                                                        |
| 29-2-2012                                                              | Bursa                                                                  | Turchia                                                                | 1 – 2                                                                  | Slovacchia                                                             | Amichevole                                                             | -2                                                                     |                                                                        |
| 28-5-2013                                                              | Duisburg                                                               | Turchia                                                                | 3 – 3                                                                  | Lettonia                                                               | Amichevole                                                             | -1                                                                     | 46’                                                                    |
| 31-5-2013                                                              | Bielefeld                                                              | Turchia                                                                | 0 – 2                                                                  | Slovenia                                                               | Amichevole                                                             | -2                                                                     |                                                                        |
| 10-9-2018                                                              | Solna                                                                  | Svezia                                                                 | 2 – 3                                                                  | Turchia                                                                | UEFA Nations League 2018-2019 - 1º turno                               | -2                                                                     |                                                                        |
| 11-10-2018                                                             | Rize                                                                   | Turchia                                                                | 0 – 0                                                                  | Bosnia ed Erzegovina                                                   | Amichevole                                                             | -                                                                      |                                                                        |
| 14-10-2018                                                             | Soči                                                                   | Russia                                                                 | 2 – 0                                                                  | Turchia                                                                | UEFA Nations League 2018-2019 - 1º turno                               | -2                                                                     |                                                                        |
| 17-11-2018                                                             | Konya                                                                  | Turchia                                                                | 0 – 1                                                                  | Svezia                                                                 | UEFA Nations League 2018-2019 - 1º turno                               | -1                                                                     |                                                                        |
| 20-11-2018                                                             | Adalia                                                                 | Turchia                                                                | 0 – 0                                                                  | Ucraina                                                                | Amichevole                                                             | -                                                                      |                                                                        |
| 2-6-2019                                                               | Alanya                                                                 | Turchia                                                                | 2 – 0                                                                  | Uzbekistan                                                             | Amichevole                                                             | -                                                                      |                                                                        |
| Totale                                                                 |                                                                        | Presenze                                                               | 12                                                                     |                                                                        | Reti                                                                   | -10                                                                    |                                                                        |

## Palmarès
- Campionato belga: 2

Standard Liegi: 2008-2009
Club Bruges: 2015-2016
- Supercoppa del Belgio: 1

Standard Liegi: 2009
- Coppa del Belgio: 2

Standard Liegi: 2010-2011
Gent: 2021-2022